# ديف ستوكتون
ديف ستوكتون (بالإنجليزية: Dave Stockton)‏ هو لاعب غولف أمريكي، ولد في 2 نوفمبر 1941 في سان بيرناردينو في الولايات المتحدة.

## وصلات خارجية
- الموقع الرسمي
- ديف ستوكتون على موقع رابطة لاعبي الغولف المحترفين (الإنجليزية)
- ديف ستوكتون على موقع إن إن دي بي (الإنجليزية)